# Regimentul 3 Călărași pe jos (1916-1918)
Regimentul 3 Călărași pe jos a fost o unitate de cavalerie de nivel tactic, care s-a constituit în prima parte a anului 1917. 
În timpul campaniei din anul 1916 regimentul a făcut parte din organica Brigăzii 3 Roșiori alături de  Regimentul 5 Roșiori. Ca urmare a pierderilor suferite în timpul acestei campanii, în special a faptului că nu au putut fi asigurați caii necesari, în cadrul procesului de reorganizare a armatei de la începutul anului 1917, s-a decis reconstituirea sa ca unitate care lupta descălecat și resubordonarea acestuia Brigăzii 6 Cavalerie pe jos, alături de Regimentul 1 Roșiori pe jos. Regimentul a participat la acțiunile militare pe frontul român, în anul 1917.:p. 199

## Participarea la operații

### Campania anului 1917
În campania din anul 1917 Regimentul 3 Călărași pe jos a participat la acțiunile militare în dispozitivul de luptă al Armatei 2, participând la a treia bătălie de la Oituz. În această campanie, regimentul a fost comandat de colonelul Constantin Chiriac. :p. 50 :passim:passim

## Comandanți
- Colonel  Constantin Chiriac